# Kusaly község
Kusaly község (románul: Comuna Coșeiu) község Szilágy megyében, Romániában. Központja Kusaly, beosztott falvai Szilágyerked, Szilágykirva.

## Népessége
A 2011-es népszámlálás adatai alapján a község népessége 1198 fő volt.